# Petró Simonenko
Petró Mikoláiovich Simonenko (en ucraniano, Петро́ Микола́йович Симоне́нко; Donetsk, 1 de agosto de 1952) es un político comunista ucraniano y primer secretario general del Partido Comunista de Ucrania. Durante la década de 1980 trabajó como funcionario de la RSS de Ucrania, cuando Ucrania era parte de la Unión Soviética. Fue candidato en las elecciones presidenciales ucranianas de 1999 y obtuvo el 22,4% de los votos y la segunda posición en la primera vuelta, de manera que fue el candidato que se enfrentó en la segunda vuelta a Leonid Kuchma, en la que obtuvo el 37,8% de los votos, quedando nuevamente en segundo lugar.

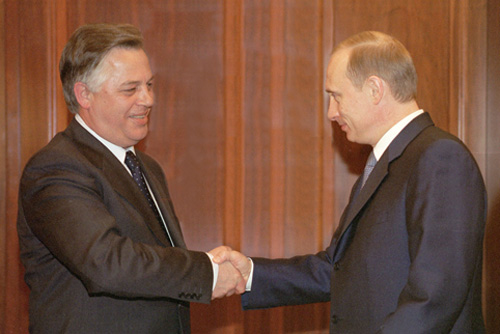
Petró Simonenko durante una entrevista con Vladímir Putin en 2002.

A finales de 2002 Simonenko participó en la declaración conjunta con Víktor Yushenko, Oleksandr Moroz y Yulia Timoshenko sobre "el inicio de una revolución estatal en Ucrania". No obstante, abandonó la alianza cuando propusieron presentar una candidatura única a las elecciones presidenciales de 2004.
Simonenko se presentó como candidato en solitario a las elecciones presidenciales ucranianas de 2004 designado por el Partido Comunista de Ucrania, pero solo obtuvo el 5% de los votos. Miembro del Partido Comunista de la Unión Soviética (PCUS) desde 1978, ha dirigido a los comunistas ucranianos desde 1993 y ejerce de portavoz en la Rada Suprema de Kiev. También fue candidato en las elecciones presidenciales de 2010 en las que, de nuevo, perdió votantes.
Es uno de los 12 delegados de Ucrania en la Asamblea Parlamentaria del Consejo de Europa desde enero de 2007, y también lo fue en el período anterior, comprendido entre 1997 y 2006, así como fue uno de los 12 substitutos a los delegados en la misma institución en dos ocasiones también: de enero de 1996 a enero de 1997; y de octubre de 2006 a enero de 2007.
Entre 1994 y 1996 fue miembro de la Comisión Parlamentaria sobre la Constitución de Ucrania.
En 2014 concurrió inicialmente como candidato a las elecciones presidenciales de Ucrania como candidato del partido dentro de una plataforma pro-federalización. El 16 de mayo se retiró de la contienda electoral alegando la "ilegimitidad del proceso electoral". La comisión electoral no admitió la renuncia por haberse presentado fuera de plazo y Simonenko recibió el 1.51% del voto emitido.